# Gijs Scholten van Aschat
Pour les articles homonymes, voir Scholten van Aschat.
Gijs Scholten van Aschat, né le 16 septembre 1959 à Doorn, est un acteur, scénariste et écrivain néerlandais.

## Vie privée
Il est le père de l'acteur Reinout Scholten van Aschat.

## Filmographie
- 1986 : In de schaduw van de overwinning d'Ate de Jong : Gerard[2]
- 1993 : Op afbetaling de Frans Weisz
- 1997 : Le Joueur (The Gambler) de Károly Makk : Maikov[3]
- 2000 : The Black Meteor de Guido Pieters
- 2000 : Leak de Jean van de Velde : Ferdidand de Wit[4]
- 2003 : Cloaca de Willem van de Sande Bakhuyzen[5]
- 2003 : Father's Affair de Maarten Treurniet : le docteur Terlinden[6]
- 2003 : De Schippers van de Kameleon de Steven de Jong et Marc Willard : le bourgmestre
- 2005 : Kameleon 2 de Steven de Jong[7]
- 2006 : Dummy de Diederik van Rooijen[8]
- 2006 : Keep Off de Maria Peters[9]
- 2008 : Les Chevaliers du roi de Pieter Verhoeff : le chevalier Edwinem[10]
- 2009 : Stricken de Reinout Oerlemans : le docteur Jonkman[11]
- 2010 : Oxygène de Hans Van Nuffel : professeur Duhamel[12]
- 2010 : Tirza de Rudolf van den Berg[13]
- 2011 : Home Before Dark de Joeri Holsheimer[14]
- 2012 : Manslaughter de Pieter Kuijpers : Felix[15]
- 2014 : The Pool de Chris W Mitchell : Lennaert[16]
- 2015 : Public Works de Joram Lürsen : Vedder[9]
- 2016 : The Fury d'André van Duren : Opa[17]
- 2017 : Redivider de Tim Smit : Reynard[18]
- 2018 : Doris d'Albert Jan van Rees : Walter

### Séries télévisées
- 1993-1995 : Pleidooi
- 1998-1999 : Oud geld[19]
- 2010 : Annie MG[20]
- 2016 : Quand les digues se brisent de Johan Nijenhuis[21]
- Depuis 2017 : Klem de Frank Ketelaar[22]

## Doublage
- 1995 : Toy Story de John Lasseter : Woody
- 2004 : Gang de requins de Rob Letterman : Don Lino
- 2009 : Monstres contre Aliens de Conrad Vernon et Rob Letterman: Le Dr Cafard